# بخش لولئو
بخش لولئو (به سوئدی: Luleå kommun) یک ناحیه شهری در سوئد است که در شهرستان نوربوتن واقع شده‌است.

## خواهرخوانده
شهرهای Kemi، ترومسو،  Puerto Cabezas  و زنیتسا خواهرخوانده‌های بخش لولئو هستند.